# Шинон (замок)
Замок Шинон (фр. Château de Chinon) — замок у місті Шинон, розташований на березі річки В'єнна, один з королівських замків Луари. Зведений на місці колишніх римських укріплень і складається з трьох частин, які будувались по мірі історичної необхідності.

## Історія
Основна будівля замку, напряму пов’язана з історією, була зведена на гірському відгалуженні графом Блуа Тібо Шахраєм у 954 році. У 1044 році кам’яна фортеця, що замінила попередні конструкції з дерева, перейшла у володіння до його супротивника Жоффруа Мартеля, герцога Анжуйського.
Герцог об’єднав стіни двох оборонних споруд (Серединного замку й замку Кудре), добудував вежі й каплицю Святої Меланії. Східна частина замку була зведена Генріхом II Плантагенетом, королем Англії й нащадком герцогів Анжуйських. Її було названо фортецею святого Георгія, на честь покровителя Англії. Роботи зі зведення східної фортеці, каплиці, млинової вежі й інших захисних веж проводились Генріхом II і його нащадками до 1205 року. Цього року замок, після багатомісячної облоги, перейшов до рук короля Франції Філіпа Августа. Невдовзі після захоплення замку почались роботи зі зведення Сторожової та Собачої веж, нових стін та каналів. Побудова замку тривала до XV століття, коли було зведено королівський покій з великою тронною залою.
В замку також була в’язниця, в якій 1308 року було ув’язнено багато тамплієрів, коли орден потрапив у немилість.
Спадковий принц Карл, вигнаний з Парижа бургундцями, заснував у Шиноні свою резиденцію. 1429 року, за часів, коли свої права на королівський трон висунув англійський король Генріх V, Карл зустрівся в Шиноні з Жанной д’Арк. За легендою, Жанна впізнала короля, який розчинився в людському натовпі, підійшла до нього і сказала: «Добрий принц, мене звати Жанна-незаймана. Король Небесний послав мене до Вас, щоб повідомити, що Ви будете повінчані на трон у місті Реймсі й Ви будете намісником Небесного Короля, що править Францією». Натхненний словами Жанни, він вирішив знову повстати проти своїх супротивників та у підсумку був коронований під ім’ям Карла VII. Шинон став королівською резиденцією. Невдовзі тут оселились королева Марія Анжуйська й фаворитка короля Агнеса Сорель, покої яких були з’єднані з королівськими підземними переходами.
Карл VII заснував у Шиноні державу, вільну від застарілих інституцій феодалізму. Саме за часів його правління замок переживав свої найславніші часи.
Історія замку пов’язана і з іменем Людовіка XII; саме тут він приймав легата папи Олександра VI, Чезаре Борджіа, який вручив йому сповіщення про розірвання його шлюбу з Жанною де Валуа. Таким чином, Людовік XII отримав право одружитись із Анною Бретонською, вдовою Карла VIII, приєднавши тим самим Бретань до своїх володінь.
У XVII столітті Шинон перейшов у власність кардинала Ришельє, який залишив його у спадок своїм нащадкам. Однак герцог Ришельє зруйнував тронну залу та деякі інші будівлі, що не відповідали духу нового часу. Надалі в замку запанувало запустіння, підлога й стеля провалились. Після того, як у 1854 році виник ризик руйнування замку, почалась його поступова реконструкція. У королівському покої за оригінальними кресленнями було відновлено підлогу, а самі кімнати було обставлено копіями старовинних меблів.

## Архітектура
На території замку знаходилась будівля королівського покою й церква. Форт Кудре (fort du Coudray) було зведено на краю скелі й віддалено від замку ровом. Форт Сен-Жорж (fort Saint-Georges) слугував для захисту замку з небезпечнішого боку — рівнинного. Від цього форту мало що лишилось, тут проводяться розкопки.

## Фотогалерея

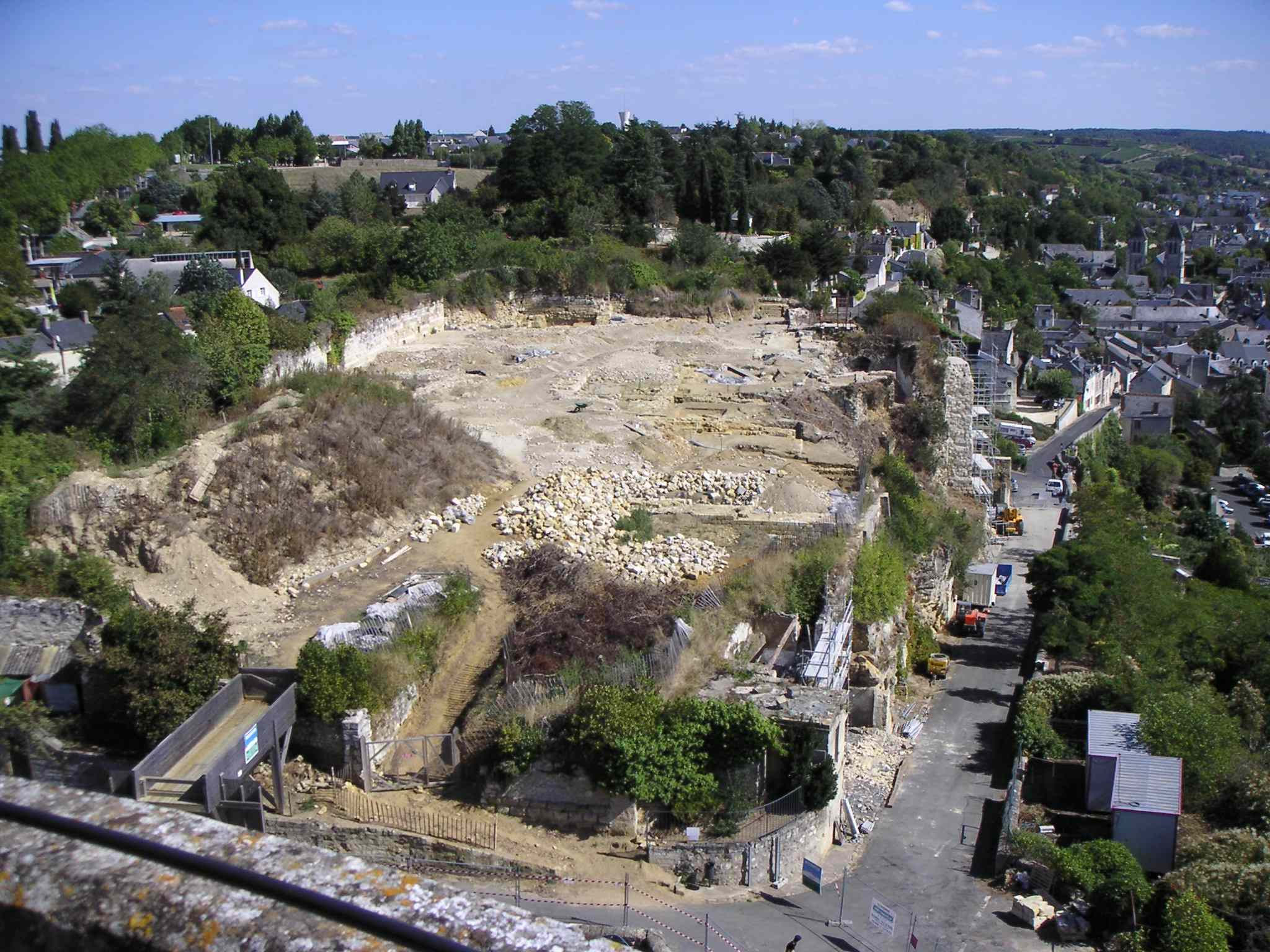
Вид згори на рештки форту Сен-Жорж — основного захисту замку
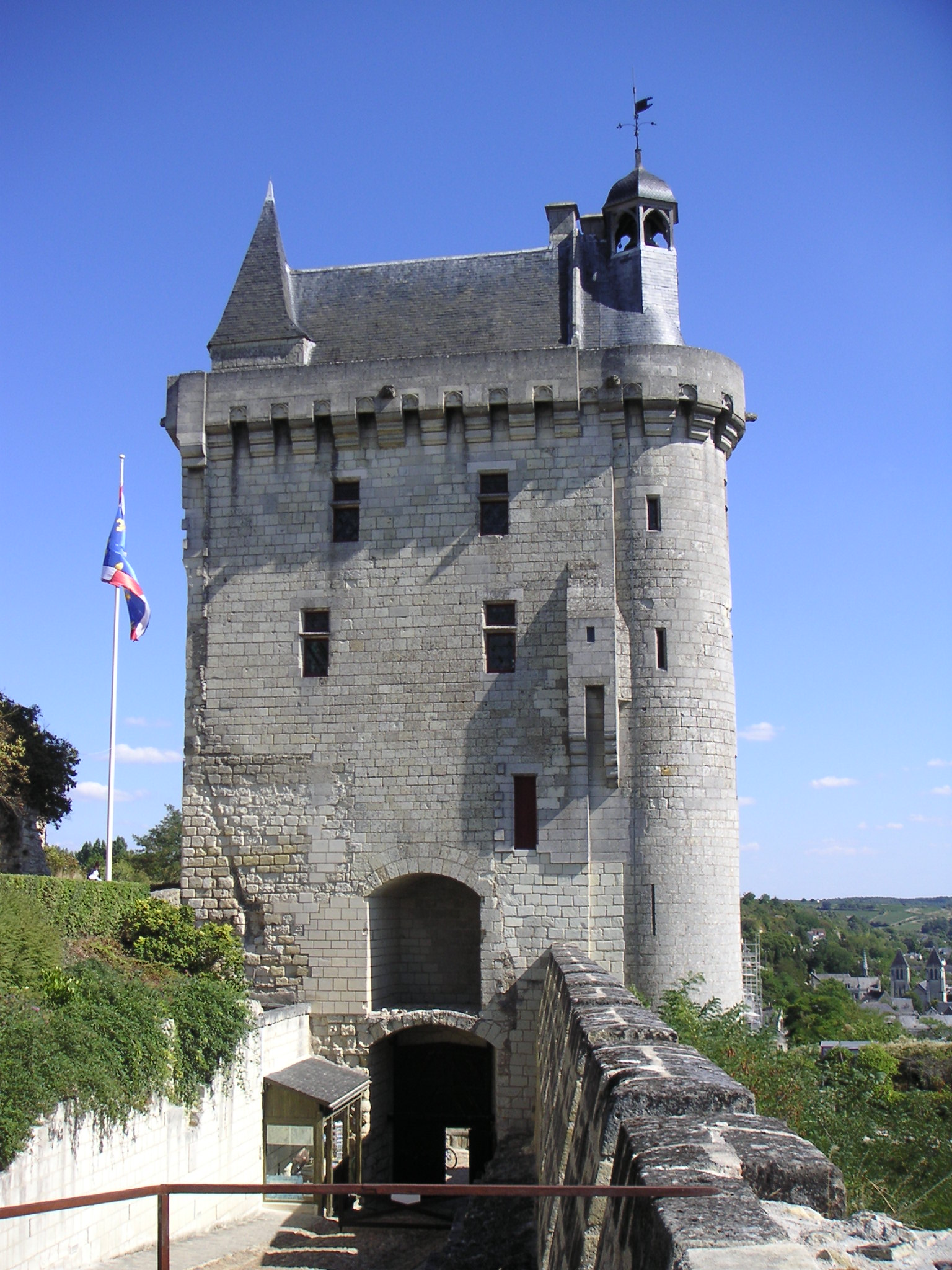
Годинникова вежа
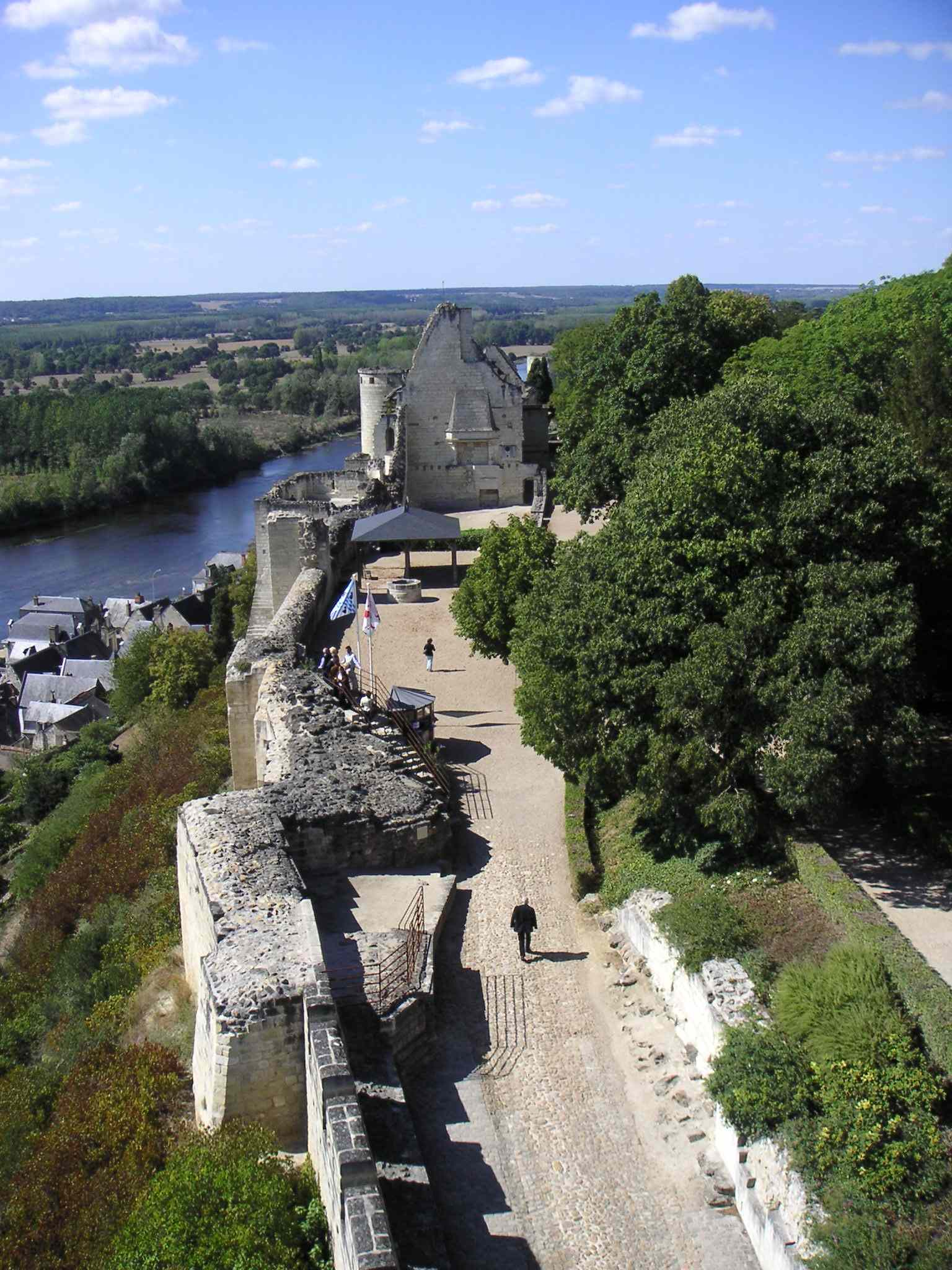
Вид на королівський покій замку з годинникової вежі
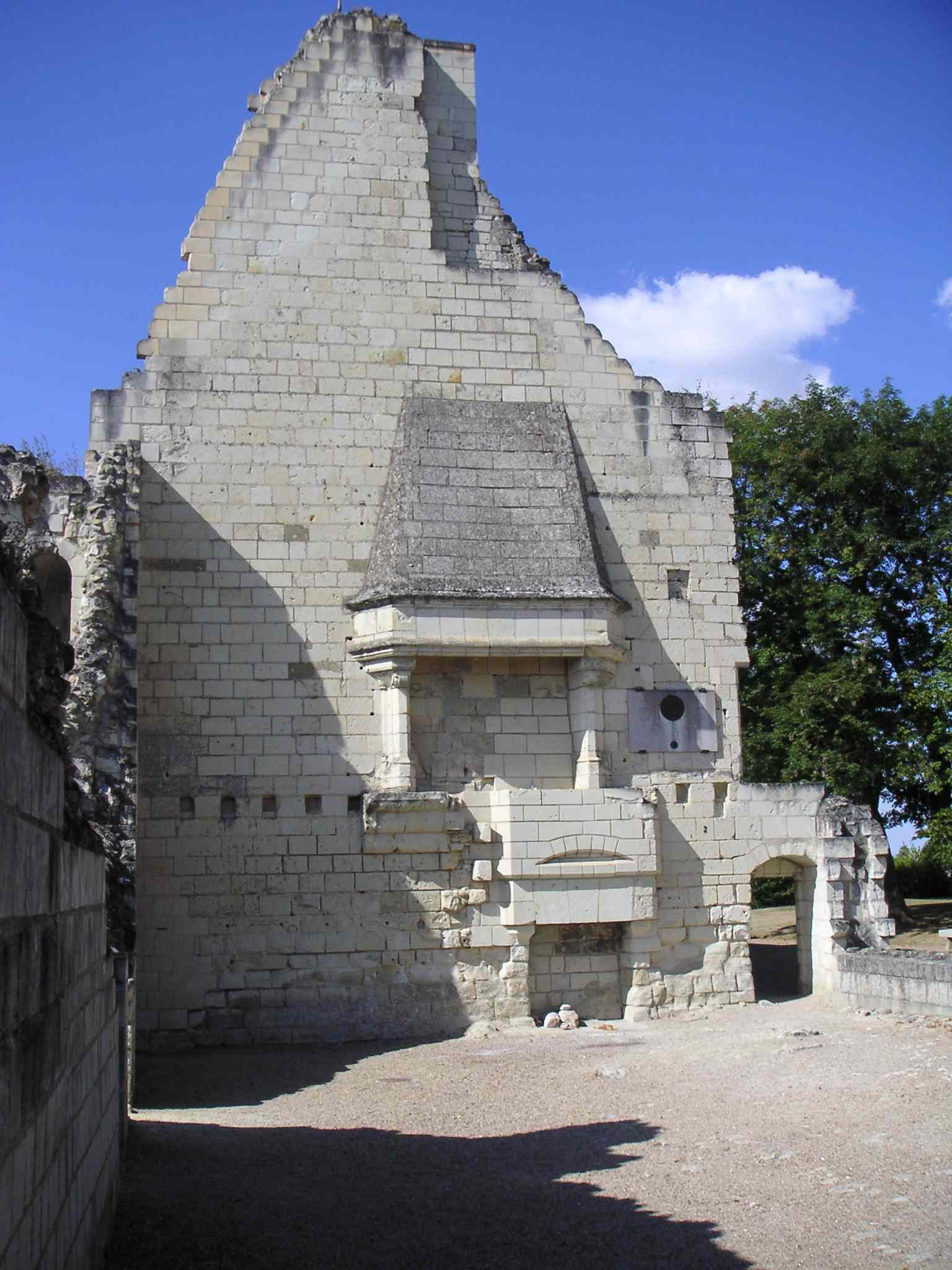
Рештки Великої зали королівського покою
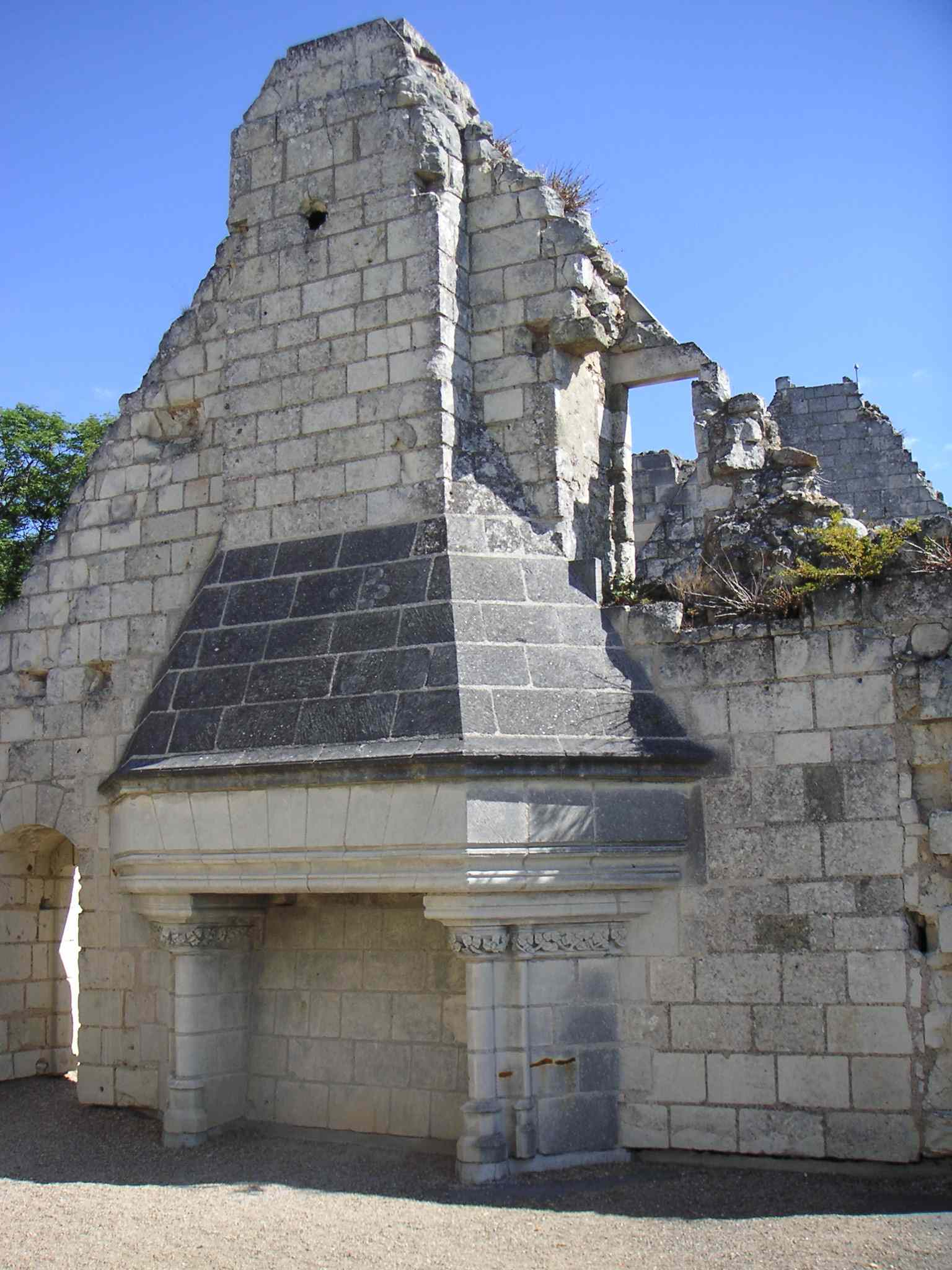
Камін королівського покою другого поверху
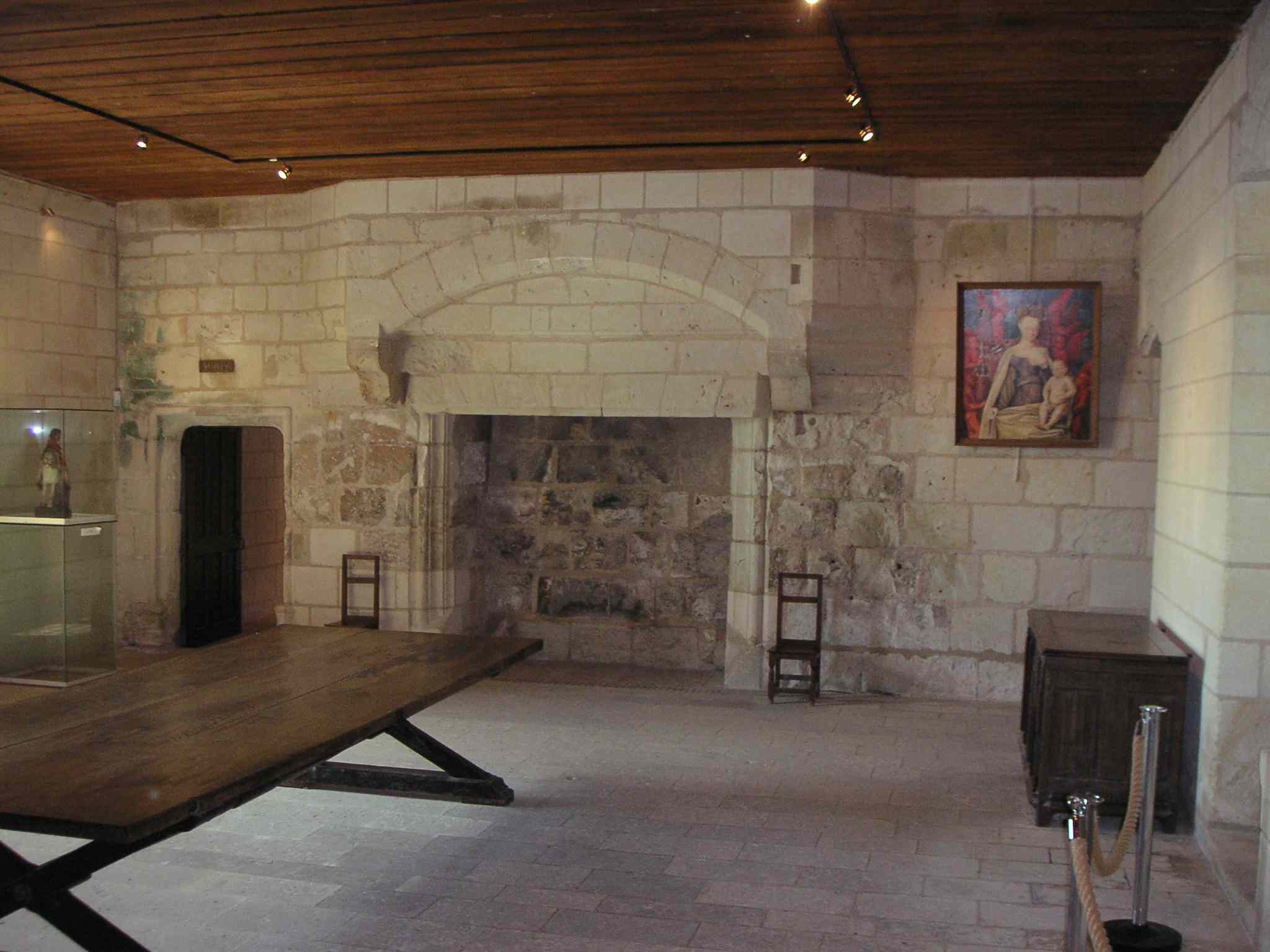
Всередині королівського покою
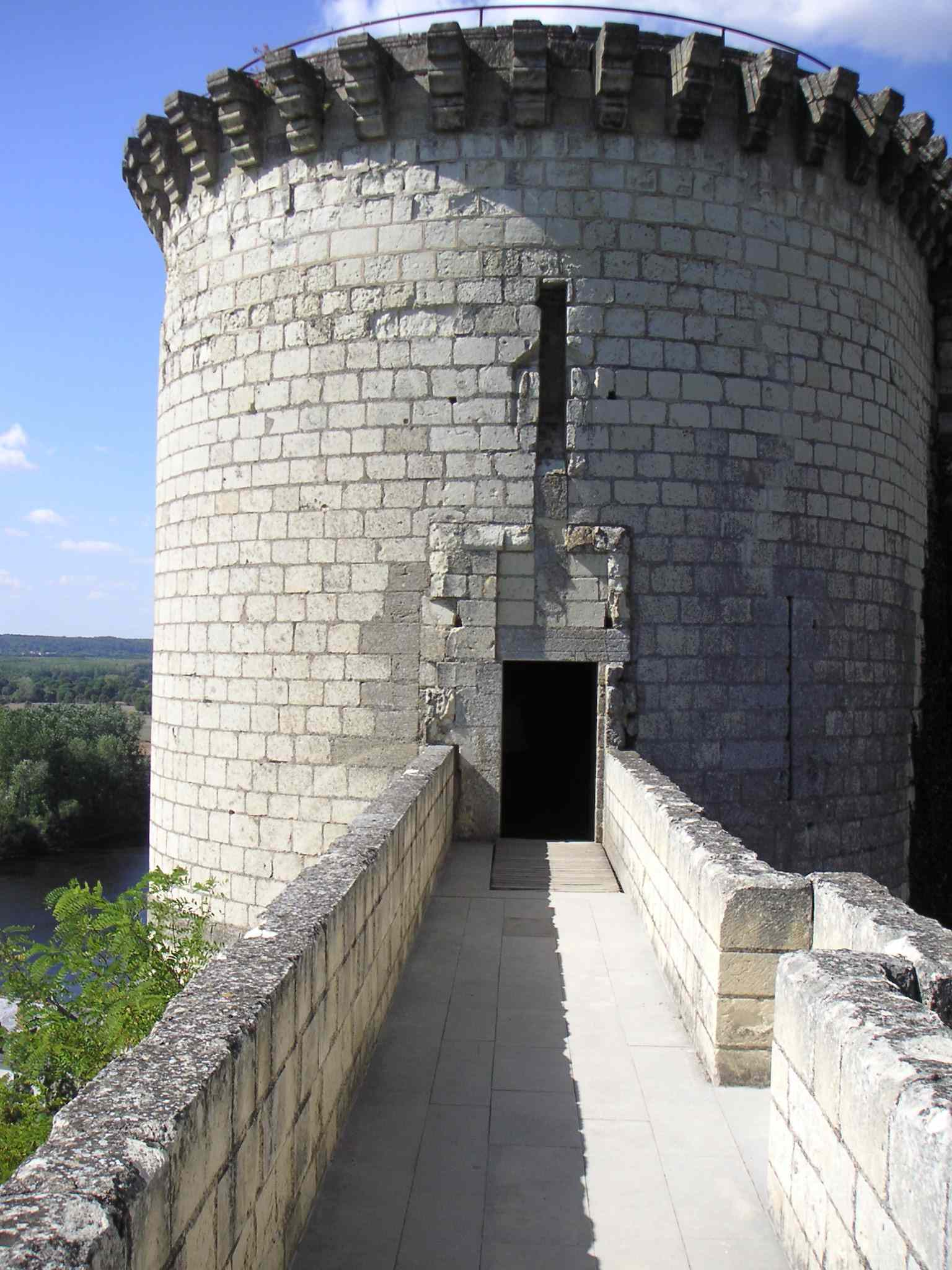
Вежа Буассі
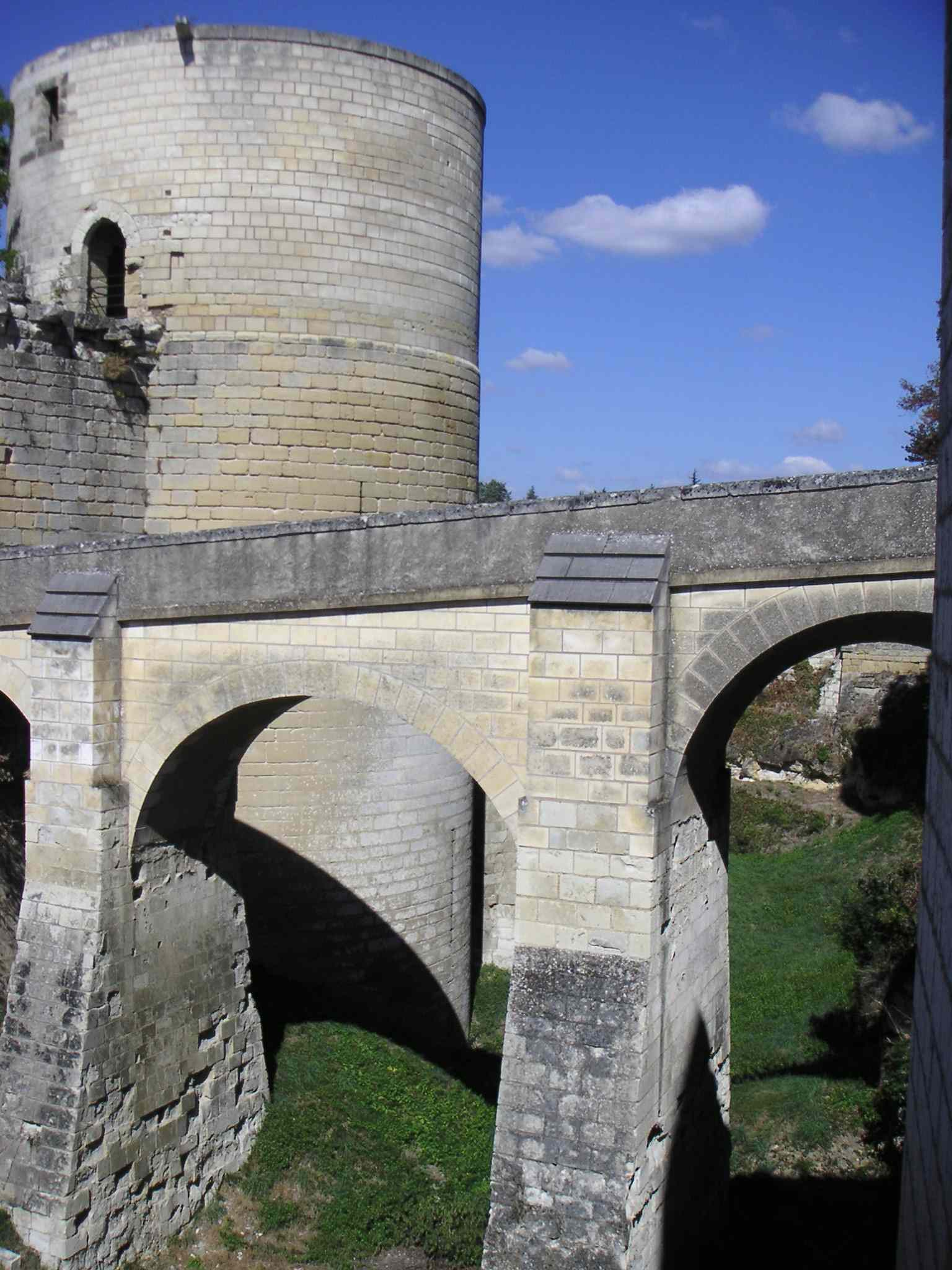
Донжон
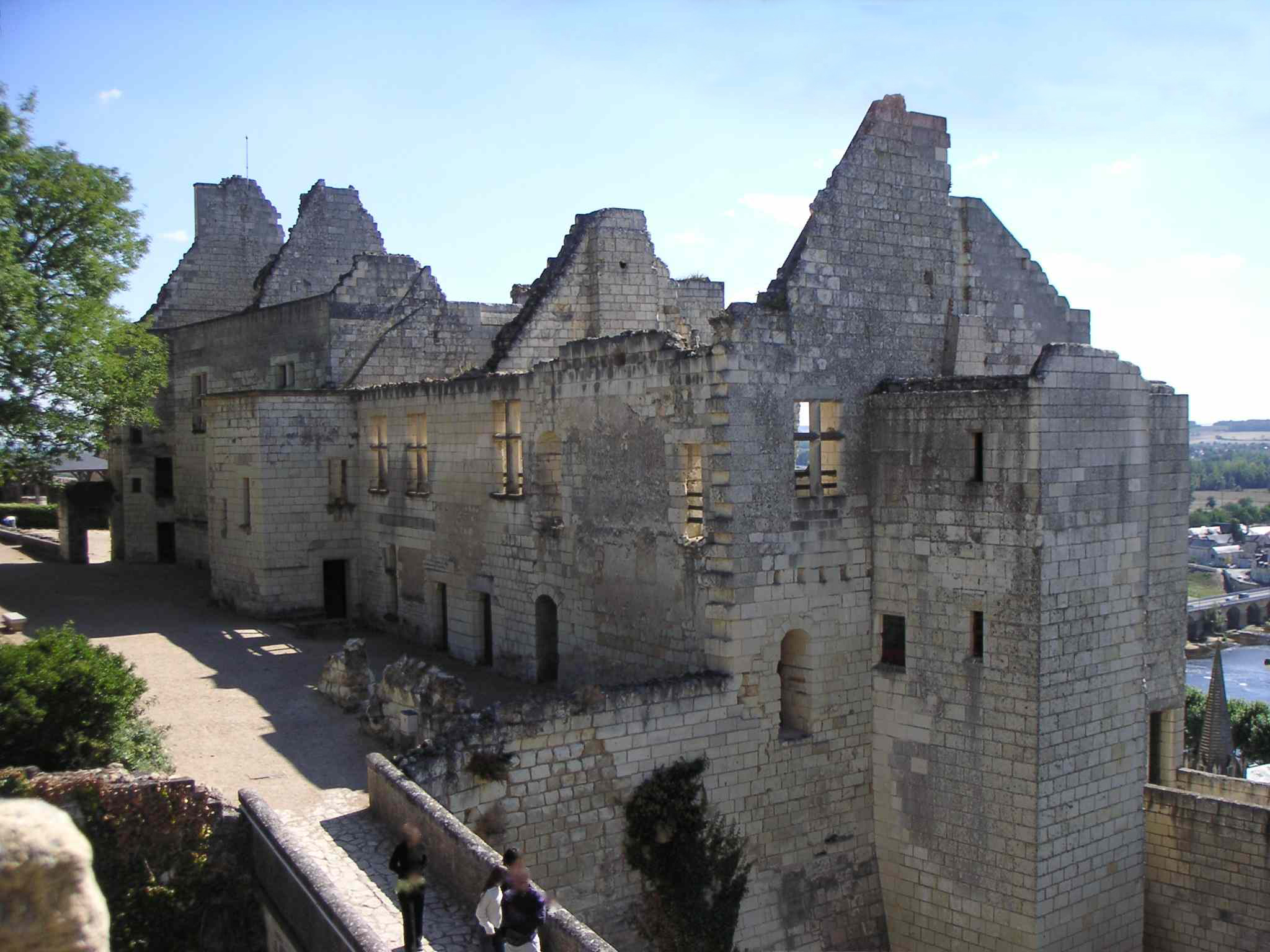
Вид на королівський покій
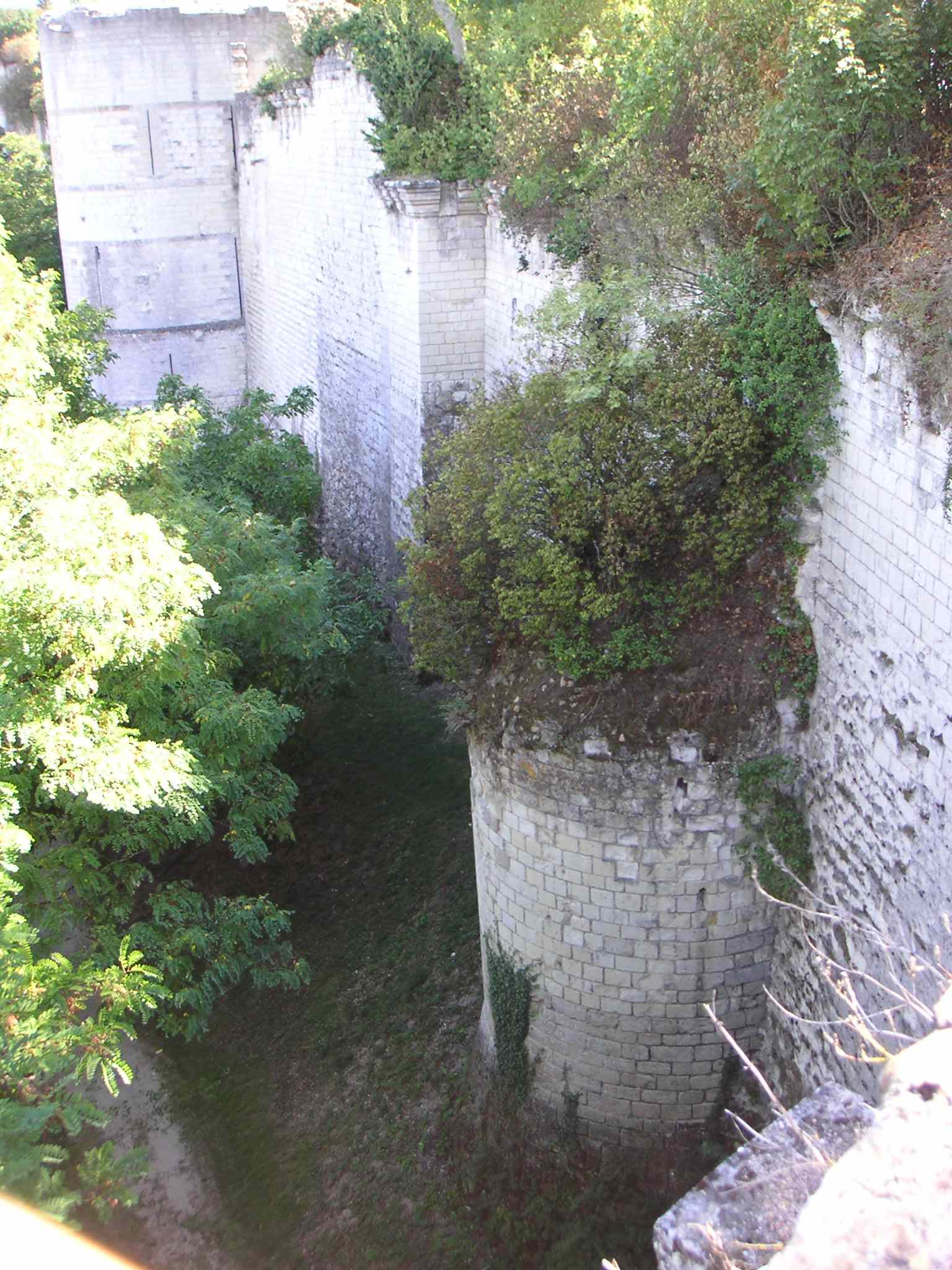
Стіни фортеці з рівнинної сторони
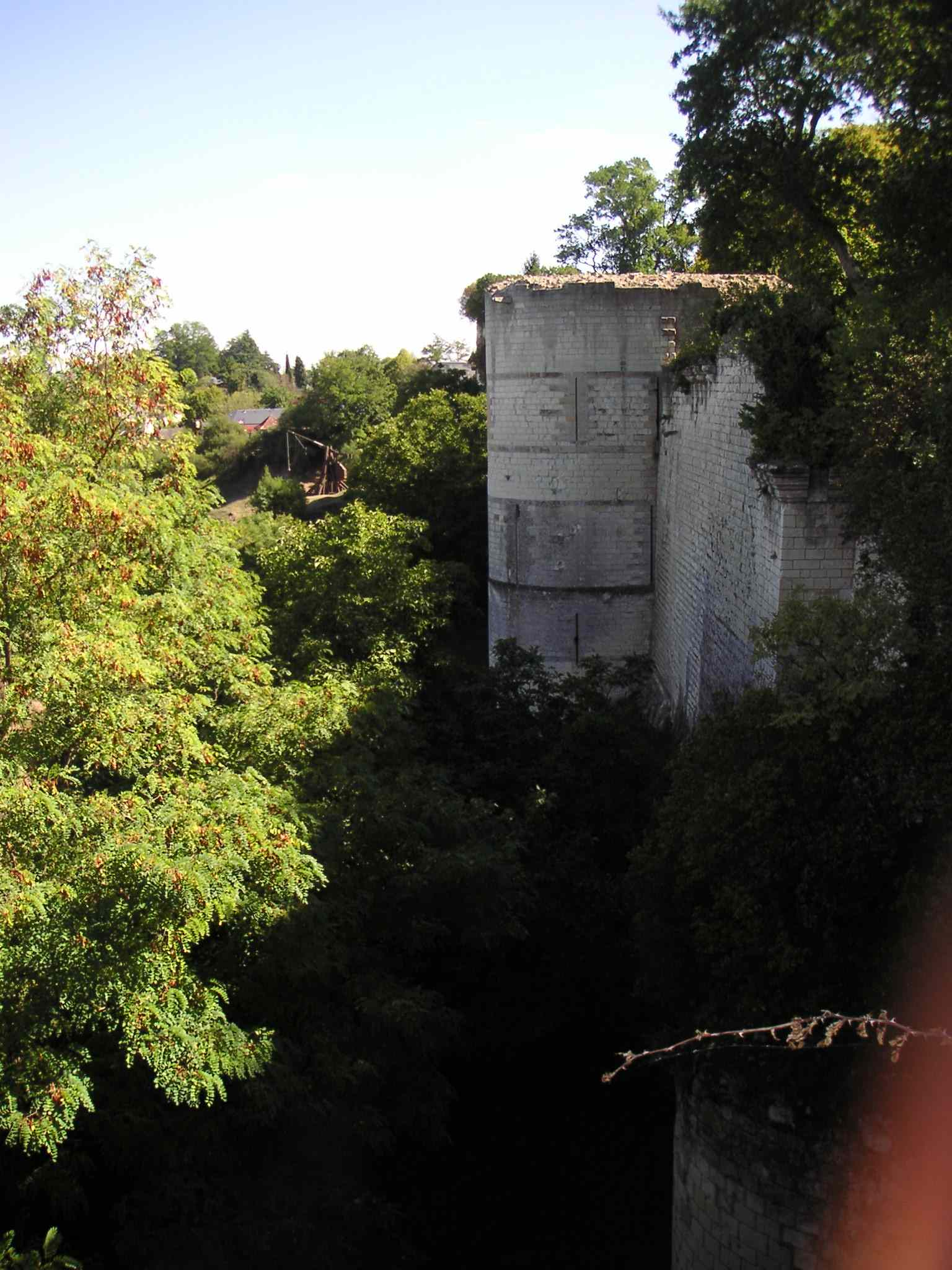
Собача вежа